# Insjö

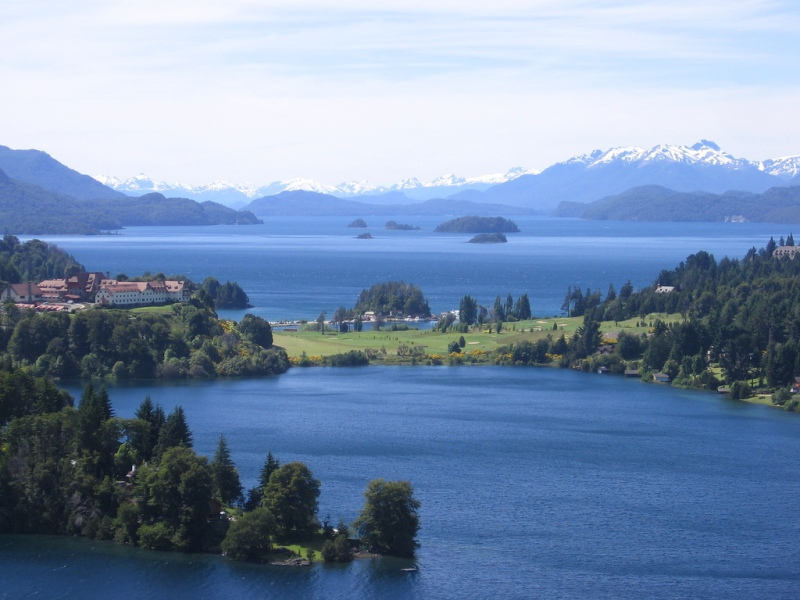
Insjö i Bariloche (Argentina)

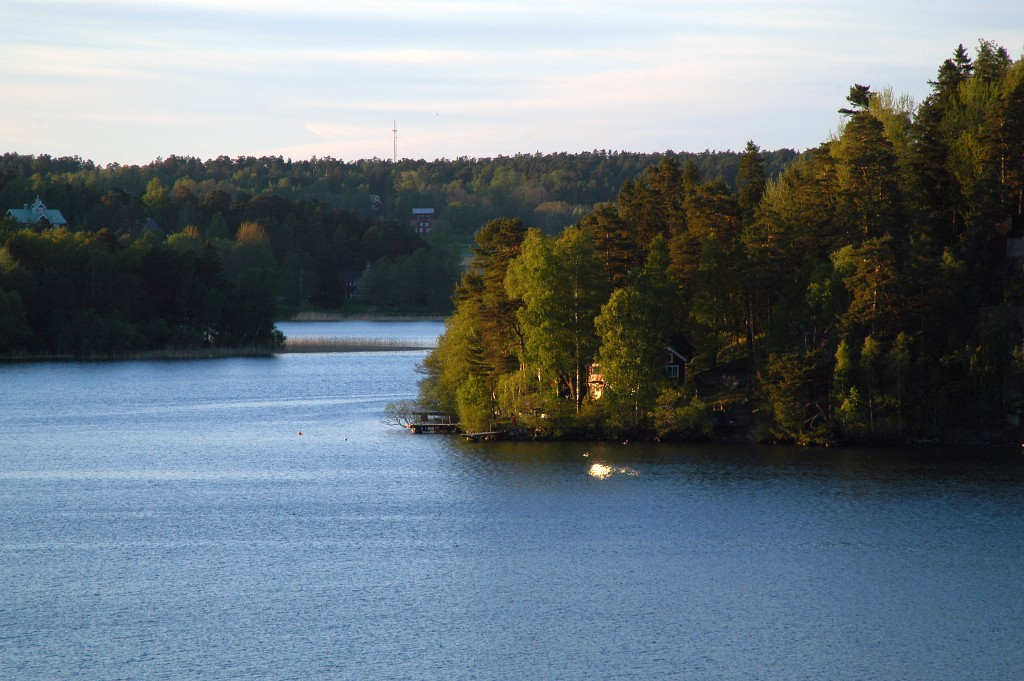
Mälaren en dag i maj 2005. Mälaren är Sveriges tredje största insjö

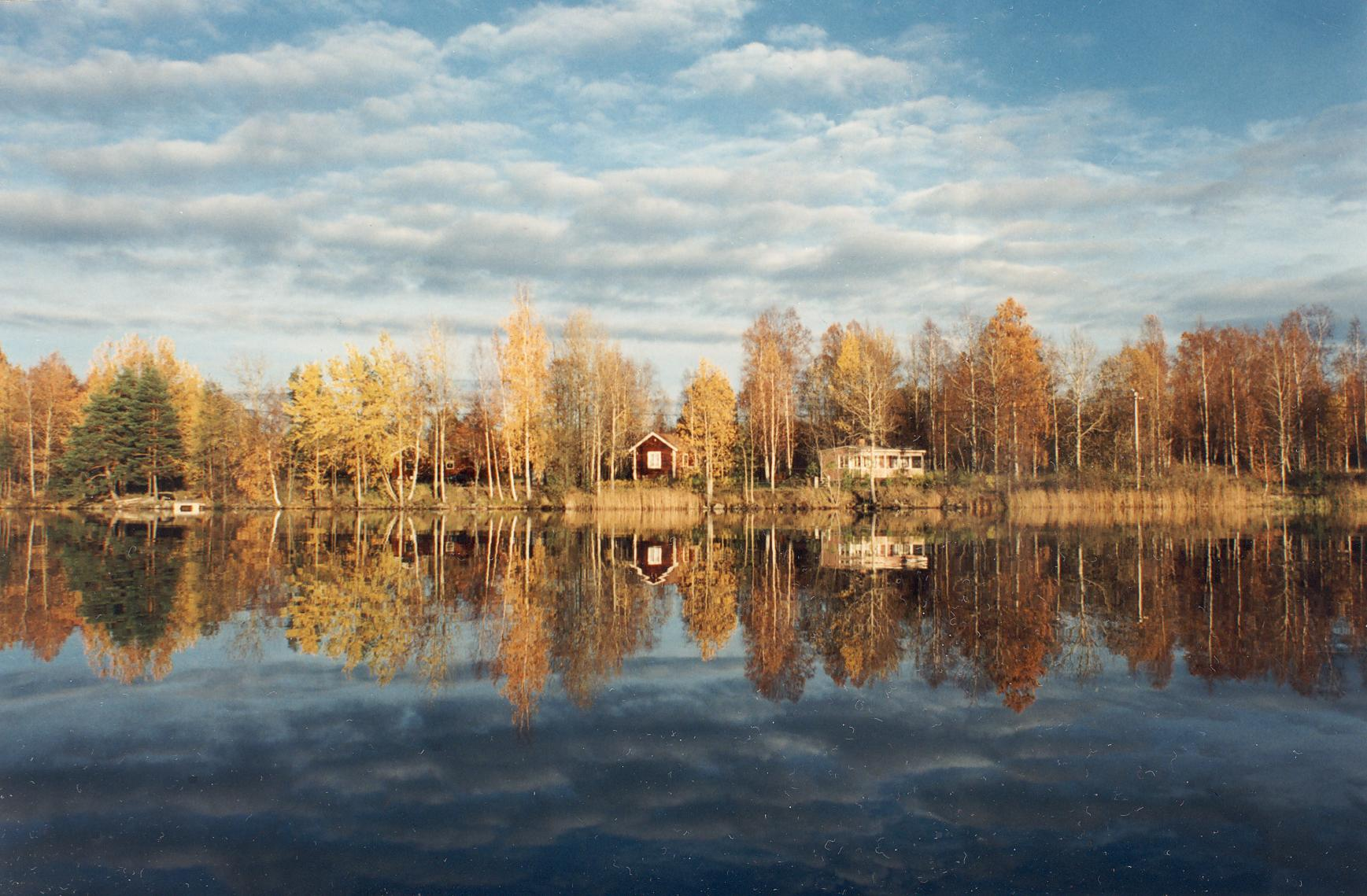
Den avlägsna sjön Övre Hillen i Dalarna tillhör ett avrinningsområde som mynnar ut i Östersjön i Norrström i Stockholm

En insjö eller bara sjö (IPA: [ɧøː] eller [ʂøː]) är en vattensamling som inte är en del av ett hav och inte heller ett vattendrag. Någon allmänt accepterad undre gräns för en sjös storlek finns inte; i Sverige räknas vattensamlingar med en yta på minst en hektar (10 000 kvadratmeter), antalet sjöar blir på så sätt nära 96 000.
Sjöar med utlopp har sött vatten medan utloppslösa sjöar vanligtvis har saltvatten. Utloppet kan ibland vara underjordiskt. När det inte finns något utlopp, avgår vattnet enbart genom avdunstning, varvid dess salter stannar kvar. Salthalten varierar inte bara mellan olika sjöar, utan även i skilda delar av samma sjö.
Sjöar kan karaktäriseras efter näringsförhållandena. De flitigast använda kategorierna är eutrof, mesotrof eller oligotrof.
Då vattnet från en sjös yta blir kallare ökar dess densitet och således sjunker vattnet till dess att det nått ett skikt av samma temperatur. Eftersom sötvatten når sin största densitet vid 3,98 °C är det vanligen temperaturen i de djupare insjöarnas bottenskikt. Under vintern kan de övre och kallare vattenskikten inte sjunka. Isbildningen sker därför på ytan – men kan i allmänhet inte tränga ned till bottnen av djupare sjöar.

## Sjöar på jorden

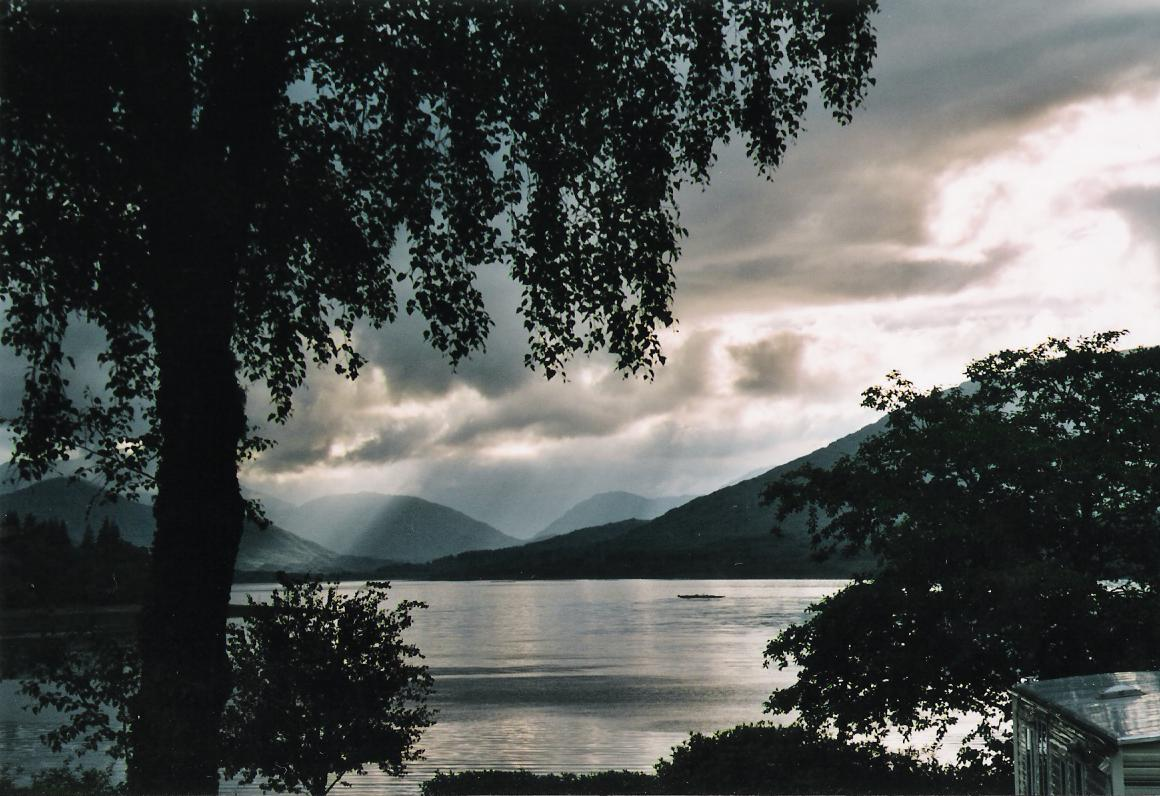
Loch Linnhe utanför Fort William i Skottland 2005.

Jordens största insjö är Kaspiska havet. Europas största insjö är Ladoga. Tre sjöar har ett största djup på över 1 000 meter, nämligen Bajkalsjön, Tanganyikasjön och Kaspiska havet.
Rikast på insjöar är gamla nedisningsområden, bland annat stora delar av Kanada och Sverige samt Finland, som kallas "de tusen sjöarnas land" och har 56 000 sjöar större än en hektar (0,01 kvadratkilometer).
Sveriges största insjö är Vänern. I Sverige finns 95 795 sjöar med en yta större än en hektar. Sveriges högst belägna namngivna sjö är Kaskasajaure och det vanligaste sjönamnet är Långtjärnen, med 645 registrerade sjöar.

## Sjöar på andra himlakroppar
Sjöar anses tidigare ha funnits på Mars och Venus. De enda kända nu existerande sjöarna utanför Jorden, om man inbegriper andra vätskor än vatten, befinner sig på Saturnus måne Titan. De består av flytande etan och metan. Den största, Kraken Mare, tros vara något större än Kaspiska havet.

## Bildande och upphörande av sjöar
De vanligaste sjöarna fyller ett bäcken som antingen är en fördjupning i marken eller bildats genom att en damm spärrat av ett flodlopp eller en havsarm. Till den första gruppen hör de sjöar, som finns i gamla nedisningsområden. Särskilda sjöformer är strandsjöar (till exempel laguner), som genom dyner eller avlagringar är skilda från havet samt kratersjöar, vattensamlingar i slocknade vulkankratrar.
Fördjupningsbäcken skapades på olika sätt. Antingen är de bildade genom erosion, såsom många sjöar i gamla nedisningsområden, genom vulkaniska inverkningar, såsom genom jordytans instörtande eller genom vulkaniska explosioner, eller slutligen genom rörelser i jordskorpan, genom dess sjunkande eller genom dess veckningar. Med reliktsjöar menas sjöar, som tidigare var en del av havet, men genom landets höjning avskurits. De har mest en fauna som är besläktad med havets fauna.
Det finns flera möjliga orsaker till att en sjö kan sluta existera. När den avgående floden gräver sig allt djupare ned kan sjön till sist helt avtappas. Sjöar dör i torra områden när avdunstningen överstiger nederbörden. Många sjöar fylls upp när tillförande vattendrag medför mycket slam. Aralsjön håller på att försvinna på grund av den stora mängd vatten som människan tagit för bevattning inom lantbruket. Övergödningen av sjöar orsakar en ökad produktion av biomassa, vilket i sin tur leder till att sedimenten höjs i snabbare takt än vad som är naturligt. Detta gör att sjön till sist övergår i våtmark.

## Ekonomisk betydelse
Sjöar kan vara betydelsefulla för vattenförsörjning, kommunikationer och fiske. Många sjöar erbjuder även rekreationsmöjligheter i form av bad, segling, utsikt och liknande.

## Typer av sjöar
Indelning baserad på produktion och kemiska egenskaper
- Oligotrofa sjöar - Låg produktion på grund av låga halter av fosfor och kväve
- Eutrofa sjöar - Hög produktion på grund av höga halter av fosfor och kväve
- Mesotrofa sjöar - Detta namn används för sjöar som ligger i mitten av skalan mellan oligotrofi och eutrofi
- Dystrofa sjöar - Låg produktion på grund av starkt färgat vatten av humusämnen
- Saltsjö - Låg produktion på grund av hög halt av natriumklorid

Indelning baserad på läge i landskapet
- Fjällsjöar - som ofta är oligotrofa
- Skogssjöar - som ofta är dystrofa
- Slättsjöar - som ofta är eutrofa